# Рейвенден-Спрінгс (Арканзас)
Рейвенден-Спрінгс (англ. Ravenden Springs) — місто (англ. town) в США, в окрузі Рендолф штату Арканзас. Населення — 119 осіб (2020).

## Географія
Рейвенден-Спрінгс розташований за координатами 36°18′46″ пн. ш. 91°13′24″ зх. д. / 36.31278° пн. ш. 91.22333° зх. д. (36.312722, -91.223266).  За даними Бюро перепису населення США в 2010 році місто мало площу 2,96 км², уся площа — суходіл.

## Демографія
Згідно з переписом 2010 року, у місті мешкало 118 осіб у 56 домогосподарствах у складі 30 родин. Густота населення становила 40 осіб/км².  Було 74 помешкання (25/км²). 
Расовий склад населення:
| - 99,2 % — білих - 0,8 % — корінних американців |

До двох чи більше рас належало 0,0 %. Іспаномовні складали 0,0 % від усіх жителів.
За віковим діапазоном населення розподілялося таким чином: 17,8 % — особи молодші 18 років, 64,4 % — особи у віці 18—64 років, 17,8 % — особи у віці 65 років та старші. Медіана віку мешканця становила 44,8 року. На 100 осіб жіночої статі у місті припадало 118,5 чоловіків;  на 100 жінок у віці від 18 років та старших — 102,1 чоловіків також старших 18 років.
Середній дохід на одне домашнє господарство  становив 29 884 долари США (медіана — 31 025), а середній дохід на одну сім'ю — 32 801 долар (медіана — 31 375). За межею бідності перебувало 15,2 % осіб, у тому числі 46,4 % дітей у віці до 18 років та 3,3 % осіб у віці 65 років та старших.
Цивільне працевлаштоване населення становило 43 особи. Основні галузі зайнятості: виробництво — 37,2 %, освіта, охорона здоров'я та соціальна допомога — 30,2 %, транспорт — 9,3 %, науковці, спеціалісти, менеджери — 4,7 %.